# Roberto Russo (pallavolista)
Roberto Russo (Palermo, 23 febbraio 1997) è un pallavolista italiano, centrale della Sir Safety Perugia.

## Biografia
Cresciuto a Partinico, originariamente decide di dedicarsi al calcio, ma successivamente si avvicina alla pallavolo.

## Carriera

### Club
La carriera pallavolistica di Roberto Russo comincia nel Partinico, in Serie D, con cui vince il campionato e con cui esordisce in Serie C. Nella stagione 2014-15 entra a far parte della squadra federale del Club Italia, in Serie B2: veste la maglia dello stesso club anche nella stagione successiva, alternandosi tra la formazione di Serie B2 e quella di Serie A2, mentre nella stagione 2016-17 disputa stabilmente la serie cadetta.
Nell'annata 2018-19 viene ingaggiato dalla Porto Robur Costa, in Superlega, categoria dove resta anche per la stagione seguente, trasferendosi alla Sir Safety Perugia, con cui conquista cinque Supercoppe italiane, due Coppe Italia, due campionati mondiali per club e lo scudetto 2023-24.

### Nazionale
Nel 2015 è convocato nella nazionale Under-19 e nel 2016 in quella nazionale Under-20 e nazionale Under-23.
Nel 2018 ottiene le prime convocazioni nella nazionale maggiore, con cui vince, nello stesso anno, la medaglia d'oro ai XVIII Giochi del Mediterraneo. In seguito si aggiudica ancora un oro al campionato mondiale 2022 e la medaglia d'argento al campionato europeo 2023.

## Palmarès

### Club
- Campionato italiano: 1

2023-24
- Coppa Italia: 2

2021-22, 2023-24
- Supercoppa italiana: 5

2019, 2020, 2022, 2023, 2024
- Campionato mondiale per club: 2

2022, 2023

### Nazionale (competizioni minori)
- Giochi del Mediterraneo 2018
- Memorial Hubert Wagner 2023

### Premi individuali
- 2019 - Superlega: Miglior Under-23